# Stenomylus
Stenomylus (лат.) — вымерший род мелких представителей семейства верблюдовых (Camelidae), обитавших в миоцене (около 30 миллионов лет назад) в Северной Америке. Название происходит от греческого στείνος, «узкий» и μύλος, «моляр».
Stenomylus были намного мельче других древних и современных верблюдовых. Их средний рост составлял всего 60 см. Это были стройные животные с длинной шеей, напоминавшие современных газелей. В отличие от современных верблюдовых, Stenomylus не имели мозолей на ногах и по своей биомеханике сильнее напоминал современных вилорогов (Северная Америка) и геренуков (Африка).